# Madamato

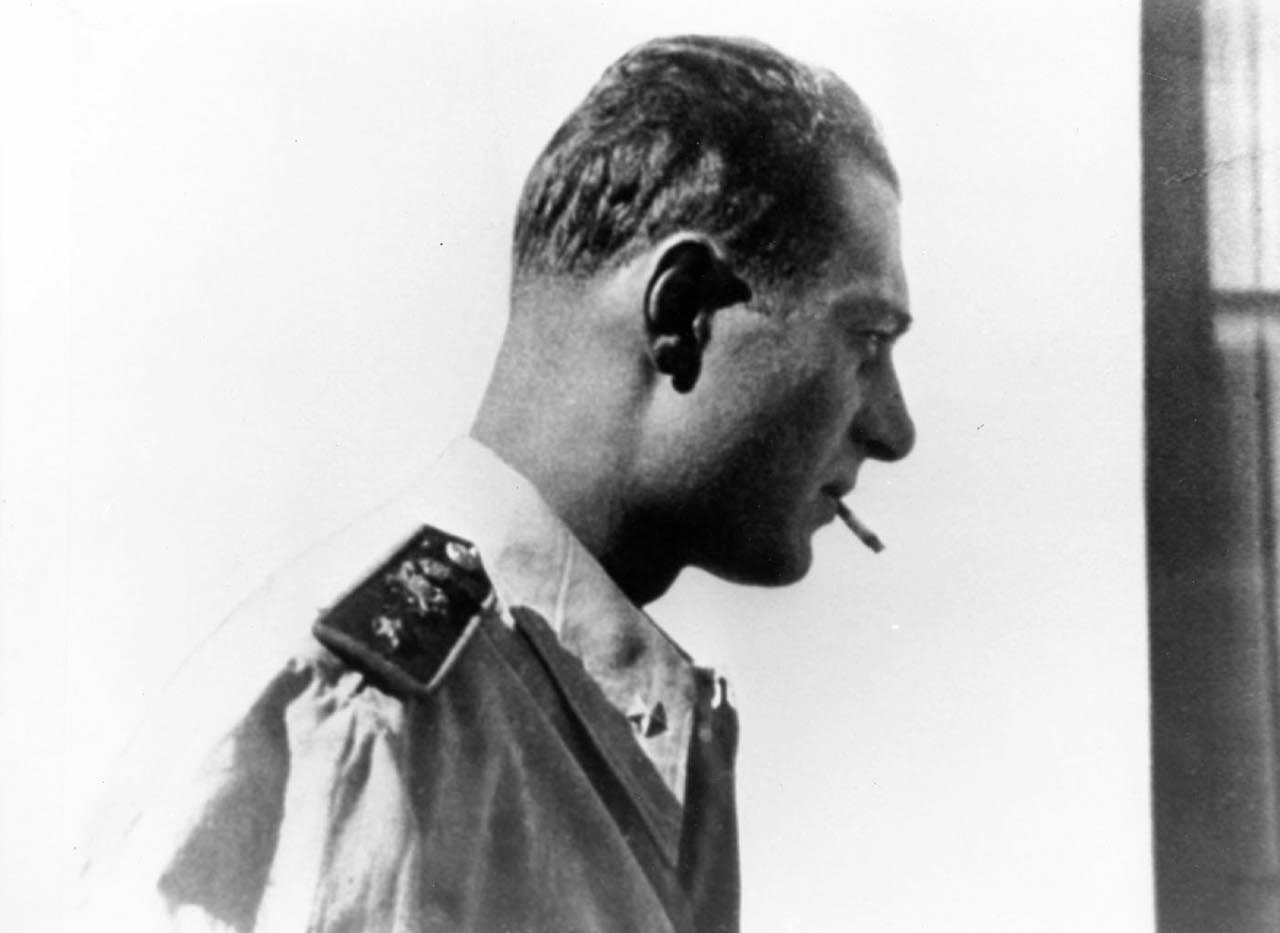
Indro Montanelli fu probabilmente l'italiano più famoso ad aver contratto un matrimonio di madamato: qui è ritratto nel 1936, l'anno del matrimonio con Destà.

Il termine madamato (o madamismo) designava, inizialmente in Eritrea e successivamente nelle altre colonie italiane, una relazione temporanea more uxorio tra un cittadino italiano (soldati prevalentemente, ma non solo) e una donna nativa delle terre colonizzate, chiamata in questo caso madama.

## Storia
Sin dai primi anni di presenza italiana in Africa orientale il fenomeno da più parti venne giustificato come rispondente alla tradizione locale del dämòz o "nozze per mercede", una forma di contratto matrimoniale che vincola i coniugi a una reciprocità di obblighi, che includono per l'uomo quello di provvedere alla prole anche dopo la risoluzione del contratto. Molto spesso, però, gli italiani intendevano il madamato come libero accesso a prestazioni domestiche e sessuali, senza curarsi troppo dei doveri che l'unione prevedeva; il caso a posteriori più famoso e controverso rimane quello di Indro Montanelli, all'epoca 26-27enne, il quale, partito volontario per Asmara, qui contrasse un rapporto di madamato con una fanciulla eritrea di 12-14 anni circa di nome Destà, che lo seguì durante i suoi spostamenti nei territori colonizzati.
Questo tipo di convivenza, già all'epoca ritenuta da Ferdinando Martini, primo governatore dell'Eritrea, un inganno e un sopruso nei confronti delle donne locali, fu un'abitudine che si diffuse enormemente sia per la lontananza delle mogli italiane e delle famiglie, sia per la preferenza accordatale dai Comandi Militari rispetto alla occasionale frequentazione di prostitute locali, veicolo di malattie sessualmente trasmissibili. Il fenomeno portò alla nascita e al contestuale abbandono di un alto numero di figli meticci non riconosciuti dai padri, la cui unica sorte era quella di essere accuditi presso i brefotrofi religiosi; non mancarono, comunque, convivenze improntate a maggior senso di responsabilità da parte degli italiani e non pochi furono i casi di figli regolarmente riconosciuti, anche perché i militari che ricorrevano al madamato erano in maggioranza celibi.
Dopo l'invasione della Libia il fenomeno si estese anche in quelle zone, tanto che il 17 maggio 1932 Rodolfo Graziani emanò una circolare da Bengasi con la quale rimpatriava quattro ufficiali che vi avevano fatto ricorso. Nello stesso documento il generale asseriva che «questa del mabruchismo è un'altra delle piaghe che ha travagliato la colonia, di cui resta qualche traccia, o qualche nostalgia, che io voglio assolutamente estirpare» perché «anche a prescindere da ogni considerazione politica (per la speculazione che il mondo indigeno ama fare su queste nostre relazioni con le sue donne) il solo lato disciplinare e morale del fenomeno è sufficiente per condannarlo e deprecarlo».
Già prima dell'introduzione delle leggi razziali fasciste, dal 1937 il madamato venne proibito per regio decreto-legge e poi penalmente perseguito per legge (che lo puniva con la reclusione da 1 a 5 anni), anche se con scarsi risultati, nonostante lo sforzo dello Stato di diffondere case di tolleranza nei territori coloniali, dapprima con prostitute italiane e in seguito, a causa dell'immagine negativa delle donne italiane che si mostrava ai sudditi delle colonie, con ragazze marsigliesi. Infatti il regime fascista lo giudicava rovinoso per l'integrità della razza e per il prestigio dell'Italia imperiale, come si evince dall'ultimatum «Aut Imperium Aut Voluptas!» (dal latino, «O potere o piacere!») lanciato nel 1938 dal governatore dell'Harar, Guglielmo Nasi, in una sua ormai famosa circolare.